# Negai (singel B’z)
Negai (jap. ねがい) – szesnasty singel japońskiego zespołu B’z, wydany 31 maja 1995 roku. Osiągnął 1 pozycję w rankingu Oricon i pozostał na liście przez 16 tygodni, sprzedał się w nakładzie 1 498 780 egzemplarzy. Singel zdobył status płyty Milion.
Utwór tytułowy został wykorzystany w zakończeniach wszystkich 25 stacji „J-ROCK COUNT DOWN 50”.

## Lista utworów
| Nr | Tytuł                 | Czas |
| -- | --------------------- | ---- |
| 1. | „Negai” (jap. ねがい) | 3:30 |
| 2. | „YOU & I”             | 4:07 |

## Muzycy
- Tak Matsumoto: gitara, kompozycja i aranżacja utworów
- Kōshi Inaba: wokal, teksty utworów, aranżacja
- Kōji „Kitarō” Nakamura: gitara basowa
- Masao Akashi: bas, aranżacja
- Hideo Yamaki: perkusja
- Akira Onozuka: syntezator fortepianu
- Kazuki Katsuta: saksofon
- Shirō Sasaki: trąbka
- Futoshi Kobayashi: trąbka
- Hideaki Nakaji: puzon
- Yūichi Ikusawa: chórek (#1)
- Sayumi Chiba: chórek (#1)
- HIIRO STRINGS： instrumenty smyczkowe (#2)
- Daisuke Ikeda: manipulator (#2)

## Notowania
| Lista                                  | Pozycja |
| -------------------------------------- | ------- |
| Oricon Weekly Singles Chart            | 1       |
| Oricon Monthly Singles Chart           | 1       |
| Oricon Yearly Singles Chart (rok 1995) | 13      |